# Alpes calizos

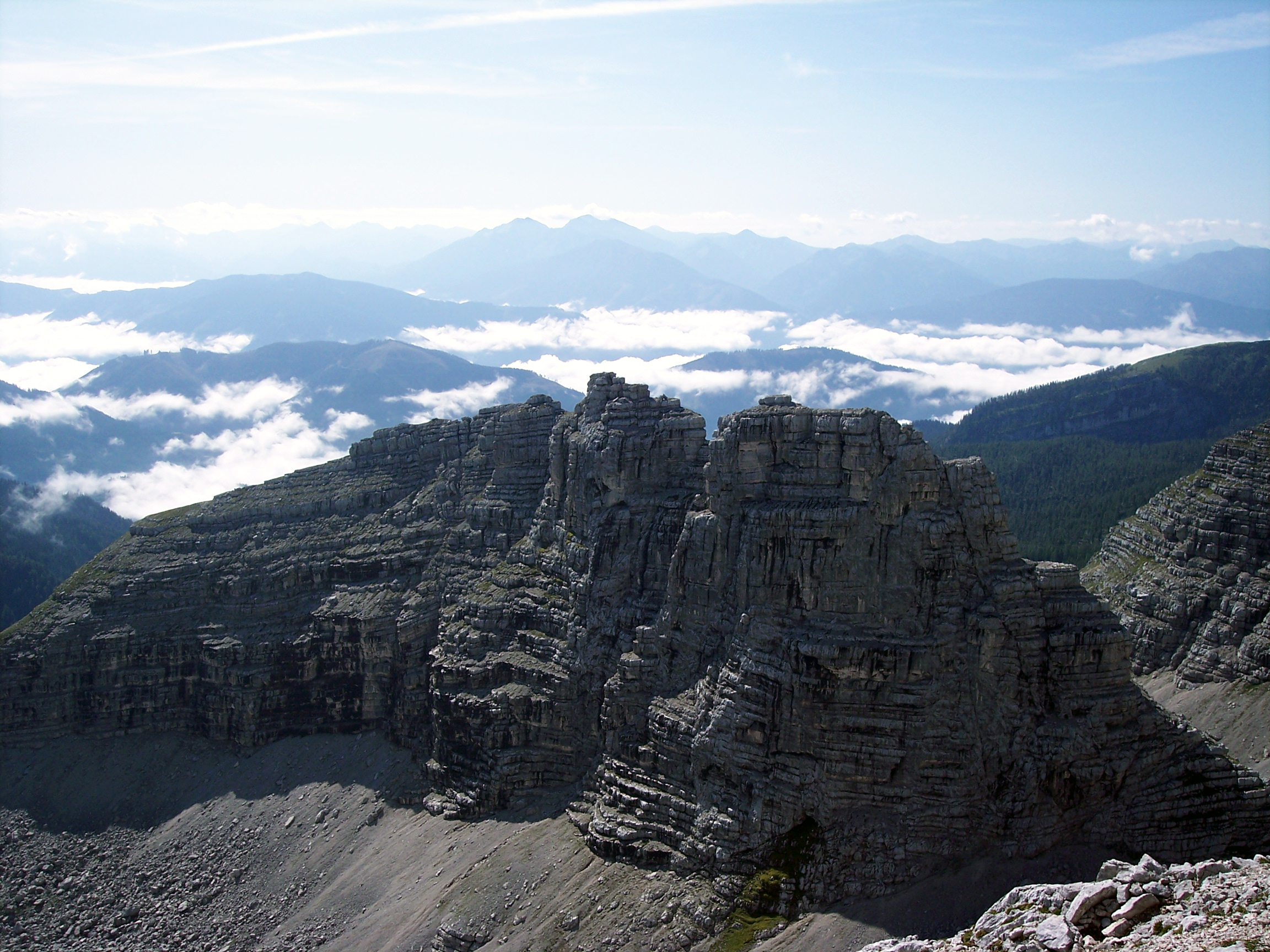
Formación de piedra caliza Banked de Warscheneck en los Alpes Bávaros

Los Alpes calizos ( alemán: Kalkalpen ) son las dos cadenas montañosas, de aproximadamente 600 kilómetros de largo, que corren paralelas a la principal cadena montañosa de los Alpes Centrales austriacos al norte y al sur. Se les conoce como los Alpes calizos del Norte y del Sur respectivamente.
Los grupos de montañas más conocidas de los Alpes calizos son:
- en el norte del Rätikon, Wetterstein, Kaiser, Steinberge, Hoher Dachstein, Totes Gebirge, Gesäuse, Hochschwab y las montañas de la zona de Viena, la Rax y Schneeberg.
- en el sur, los Dolomitas, Alpes Cárnicos y Karavanke.

Los perfiles de montaña y colinas de los Alpes calizos son muy variados y van desde picos y paredes de roca a altas mesetas y extensas áreas de karst. Son de importancia económica, no menos importantes, ya que son fuentes de agua potable y tienen muchas cuevas accesibles, incluidas cuevas en hielo.
Mientras los Alpes centrales se componen principalmente de roca cristalina (granito, gneis ) o pizarra (el Alto Tauern), los Alpes calizos están hechos de roca más ligera y porosa. Además de calizas, contienen dolomias, margas, areniscas y similares.